# Murder on the Orient Express (película)
Murder on the Orient Express (en Argentina, Chile y España Asesinato en el Orient Express, en Ecuador Crimen en el expreso de Oriente y en México Muerte en el expreso de Oriente) es una película británica de 1974 dirigida por Sidney Lumet.
Basada en la novela homónima publicada por Agatha Christie en 1934, el reparto, liderado por Albert Finney en el papel de Hércules Poirot, incluye a Lauren Bacall, Martin Balsam, Ingrid Bergman, Jacqueline Bisset, Jean-Pierre Cassel, Sean Connery, John Gielgud, Wendy Hiller, Anthony Perkins, Vanessa Redgrave, Rachel Roberts, Richard Widmark, Michael York, Colin Blakely, George Coulouris y Dennis Quilley.
La cinta obtuvo 1 premio Óscar, otorgado a Ingrid Bergman como mejor actriz secundaria, y otros nueve galardones.

## Argumento
Es el invierno de 1935. El detective belga Hércules Poirot, tras resolver un caso en Mesopotamia, es requerido para un nuevo encargo en Londres y decide regresar en el Orient Express. Antes de comenzar el viaje Poirot se encuentra con su amigo Bianchi directivo de la Compagnie Internationale des Wagons-Lits responsable de operar la línea de Orient Express que conecta Estambul con París.  
Pese a encontrarse en diciembre, una fecha con muy poco tránsito de viajeros, todos los departamentos del vagón están ocupados lo cual sorprende a Bianchi pero, por su condición de directivo, finalmente consigue pasaje para Poirot. A bordo del tren figuran una amplia nómina de pasajeros, todos ellos desconocidos entre sí, entre los que se encuentran la Princesa Dragomiroff y su doncella, el Conde y la Condesa Andreny, el millonario estadounidense Samuel Edward Ratchett junto a su mayordomo y su secretario o el Coronel Arbuthnot.  
Durante el trayecto entre Belgrado y Slavonski Brod el tren atraviesa una tormenta de nieve en los Balcanes y finalmente queda detenido durante la noche. A la mañana siguiente es descubierto el cadáver de Ratchett asesinado con varias puñaladas. Bianchi y el Doctor Constantine, quienes son exonerados al alojarse en el coche comedor y no en el vagón de Calais donde viaja el detective belga, ayudarán en las pesquisas para descubrir al culpable antes de que la policía yugoslava se haga cargo de la investigación. 

### Las pistas
- Ratchett fue apuñalado 12 veces. Algunas heridas fueron leves pero, al menos, tres pudieron haber sido mortales.
- Algunas heridas fueron realizadas con la mano derecha y otras con la izquierda.
- Puesto que el tren ha estado rodeado por la nieve desde antes de la hora presunta del asesinato y las puertas de los otros coches estaban cerradas, el asesino debería encontrarse entre los pasajeros del coche de Ratchett.
- Se descubre que hace varios años Ratchett estuvo involucrado en la tragedia de la familia Armstrong cuando una bebé, Daisy Armstrong, fue secuestrada y luego asesinada (inspirado en el secuestro auténtico del hijo de Charles Lindbergh).

### Los sospechosos
- Hector McQueen (Anthony Perkins), joven estadounidense, secretario y traductor de la víctima.
- Edward Beddoes (Sir John Gielgud), ayuda de cámara británico de la víctima.
- Mary Debenham (Vanessa Redgrave), joven británica que regresa a Inglaterra después de trabajar como institutriz en Bagdad.
- Coronel Arbuthnot (Sean Connery), oficial del ejército británico destinado en la India que viaja a Inglaterra por vacaciones.
- Princesa Natalia Dragomiroff (Wendy Hiller), dama de la realeza rusa que regresa a su domicilio en París.
- Hildegarde Schmidt (Rachel Roberts), mujer alemana de edad media, doncella de la princesa.
- Conde Rudolf Andrenyi (Michael York), noble y diplomático húngaro de costumbres inglesas que viaja hacia Francia.
- Condesa Elena Gründwald Andrenyi (Jacqueline Bisset), la joven y delicada esposa del Conde Andrenyi.
- Greta Ohlsson (Ingrid Bergman), misionera sueca de edad media que regresa a Europa para recolectar fondos para su misión.
- Harriet Belinda Arden Hubbard (Lauren Bacall), ex Gründwald, señora estadounidense mayor y muy habladora que vuelve a su país.
- Antonio Foscarelli (Denis Quilley), vendedor de automóviles italiano que viaja a Roma para expandir su negocio.
- Cyrus "Dick" Hardman (Colin Blakely), detective estadounidense de la Agencia Pinkerton disfrazado de buscador de talentos.
- Pierre Michel (Jean-Pierre Cassel), empleado francés encargado del coche-cama.

### El motivo
- Todos los sospechosos estuvieron involucrados en el "Caso Armstrong".
- McQueen era el hijo del fiscal que llevó el caso.
- La Srta. Debenham era secretaria de la Sra. Armstrong.
- Beddoes fue ayudante del Coronel Armstrong.
- El Coronel Arbuthnot era amigo del Coronel Armstrong.
- La Princesa Dragomiroff era la madrina de la Sra. Armstrong.
- La Srta. Schmidt era la cocinera de los Armstrong.
- El Conde Andrenyi y su esposa eran tíos de Daisy Armstrong.
- La Srta. Ohlsson era enfermera de los Armstrong.
- La Sra. Hubbard era abuela de Daisy Armstrong.
- Foscarelli era chofer de los Armstrong.
- Hardman es un expolicía que estuvo enamorado de la sirvienta de los Armstrong, que se suicidó.
- Pierre Michel era el padre de la sirvienta de los Armstrong.

## Reparto
- Albert Finney - Hércules Poirot
- Lauren Bacall - Harriet Hubbard
- Martin Balsam - Bianchi
- Ingrid Bergman - Greta Ohlsson
- Jacqueline Bisset - Elena Gründwald Andrenyi
- Jean-Pierre Cassel - Pierre Paul Michel
- Sean Connery - Coronel Arbuthnot
- John Gielgud - Beddoes
- Wendy Hiller - Princesa Natalia Dragomiroff
- Anthony Perkins - Hector McQueen
- Vanessa Redgrave - Mary Debenham
- Rachel Roberts - Hildegarde Schmidt
- Richard Widmark - Ratchett
- Michael York - Conde Andrenyi
- Colin Blakely - Hardman
- George Coulouris - Doctor Constantine
- Denis Quilley - Antonio Foscarelli
- Vernon Dobtcheff - Conserje
- Jeremy Lloyd - A.D.C.
- John Moffatt - Jefe de asistentes

## Diferencias entre la novela y la película
- En la novela, Poirot conoce a dos de los sospechosos en un tren rumbo a Estambul. En la película, Poirot ve a Debenham y Arbuthnot en el ferry cruzando el Bósforo; además, el viaje en ferry es el comienzo de la historia.
- Existen varias diferencias en relación con el ayuda de cámara de Ratchett. En la novela, es un hombre delgado llamado Masterman, identificado como un inglés de 39 años de edad que nunca estuvo en Estados Unidos. En la película, el personaje se llama Beddoes (posiblemente para evitar confusiones con el nombre de Hardman) y, pese a ser inglés, fue contratado a través de una agencia en la ciudad de Nueva York. John Gielgud tenía 70 años cuando interpretó al personaje y era una persona alta.
- El personaje del empleado del ferrocarril, en el libro, es un belga llamado Bouc; él y Poirot conversan en francés y comparten cierta afinidad debido a su nacionalidad. En la película, el personaje es un italiano de apellido Bianchi.
- Ingrid Bergman también era mayor en cuanto a la edad que su personaje tenía en la novela.
- Muchos personajes difieren de su descripción en la novela. La Princesa Dragomiroff es descrita como gorda y la Srta. Debenham supuestamente tiene cabello oscuro. Wendy Hiller, que interpretó a la princesa, era delgada y Vanessa Redgrave exhibe su cabellera pelirroja mientras representa a Mary Debenham.
- El argumento se desarrolla gradualmente hacia la solución del asesinato. La novela introduce el motivo de la venganza contra Ratchett durante un diálogo en el curso de la investigación. La película prepara el terreno con un pequeño y efectivo prólogo. El libro muestra a Poirot descubriendo paso a paso la conexión de cada sospechoso con la familia Armstrong y revelando su descubrimiento a la persona implicada. En la película, la solución del misterio ocurre durante una dramática escena grupal.
- En el libro, la condesa no participa de forma física en la conspiración planificada que se desvela al final de la obra, pero sí aparece junto a su esposo en la película.
- La novela señala que el Orient Express se encontró con un alud, por lo que el asesino no pudo haber salido del tren sin quedar enterrado en la nieve; además, se explica que se necesitarán varios días para que los hombres desentierren el tren. En la película, el Orient Express se detiene después de que se haya producido el alud, y mientras Poirot expone la relación de los pasajeros con el asesinato, podemos ver un tren con una máquina quitanieves despejando la vía. La película termina con el Orient Express tras el tren de rescate hacia la siguiente estación mientras aparecen los títulos de crédito.
- Hacia el final de la novela, Poirot enseña la pistola de Rachett a los sospechosos y afirma que no solo estaba cargada sino que Rachett se encontraba preparado para protegerse; en la película, Poirot tiene la pistola en una mesa junto con el resto de las pruebas, pero no explica su significado.
- En la novela, la primera teoría sobre la muerte de Rachett es que fue asesinado por un extraño con motivos desconocidos; en la película, la primera teoría es que fue víctima de un miembro disfrazado de la mafia por una vendetta.

## Recepción
La película obtiene valoraciones positivas tanto entre la crítica profesional como entre los usuarios de los portales de información cinematográfica. En IMDb, con más de 72.000 valoraciones, obtiene una puntuación de 7,2 sobre 10. En el agregador de críticas Rotten Tomatoes obtiene la calificación de "fresco" en el 89% de las 45 críticas profesionales, cuyo consenso indica "asesinato, intriga y un reparto repleto de estrellas convierte la estilosa producción de Murder on the Orient Express en una de las mejores adaptaciones cinematográficas de Agatha Christie" y para el 78% de las más de 10.000 valoraciones de sus usuarios. En FilmAffinity, con 16.011 votos, tiene una media ponderada de 7,0 sobre 10.
Vincent Canby para The New York Times destacó que se trata de "un homenaje tremendamente entretenido a la ficción clásica tan popular en los años 30". Roger Ebert le otorgó 3 estrellas de 4 posibles indicando "te permite pasar un buen rato, tiene estilo y es un tributo adorable a un tipo de cine de una época anterior". Ian Nathan para Empire le concedió 4 estrellas de 5 posibles incidiendo que "no es un clásico pero está a la altura de las mejores películas de Poirot". David Parkinson para Radio Times la consideró "probablemente sea la mejor adaptación cinematográfica de un misterio de Agatha Christie y si no conoces el libro ni la película, la resolución te dejará sin aliento". Finalmente la revista Variety destacó "Albert Finney y su monstruoso reparto de renombre le dan mucha elegancia y encanto".

## Nominaciones y premios

### Oscar
- Oscar a la mejor actriz de reparto: Ingrid Bergman
- Nominación al Oscar por mejor actor: Albert Finney
- Nominación al Oscar por mejor fotografía: Geoffrey Unsworth
- Nominación al Oscar por mejor diseño de vestuario: Tony Walton
- Nominación al Oscar por mejor banda sonora: Richard Rodney Bennett
- Nominación al Oscar por mejor guion adaptado: Paul Dehn

### Premios BAFTA
- BAFTA al mejor actor de reparto: John Gielgud
- BAFTA a la mejor actriz de reparto: Ingrid Bergman
- Nominación al BAFTA a la mejor película
- Nominación al BAFTA al mejor director: Sidney Lumet
- Nominación al BAFTA al mejor actor: Albert Finney
- Nominación al BAFTA a la mejor dirección artística: Tony Walton
- Nominación al BAFTA a la mejor edición: Anne V. Coates
- Nominación al BAFTA a la mejor fotografía: Geoffrey Unsworth
- Nominación al BAFTA al mejor diseño de producción: Tony Walton